# Xestaspis recurva
Xestaspis recurva is een spinnensoort in de taxonomische indeling van de Dwergcelspinnen (Oonopidae).
Het dier behoort tot het geslacht Xestaspis. De wetenschappelijke naam van de soort werd voor het eerst geldig gepubliceerd in 1906 door Embrik Strand.